# Diagrama de Euler

Un diagrama de Euler no necesita mostrar todas las posibles intersecciones.

Un diagrama de Venn muestra todas las posibles intersecciones.

Ejemplos de diagramas de Venn con regiones sombreadas representando conjuntos vacíos, fácilmente transformables a diagramas de Euler.

Un diagrama de Euler o esquema de Euler es una manera diagramática de representar a los conjuntos y sus relaciones. Son una representación moderna de los círculos de Euler, los cuales deben su nombre a su creador, Leonhard Euler.
Los diagramas de Euler normalmente consisten de simples curvas cerradas en el plano que son usadas para describir conjuntos. Las relaciones espaciales entre las curvas (superposición, contención o ninguno) corresponden, respectivamente, a relaciones de intersección, subconjunto y disjuntes, de la teoría de conjuntos.
Estos diagramas son una generalización del bien conocido diagrama de Venn, el cual representa todas las posibles intersecciones entre los conjuntos presentes dados.
A la intersección del interior de una colección de curvas con el exterior del resto de curvas se le llama zona. Así, dado un conjunto de curvas, en los diagramas de Venn todas las zonas deben estar presentes, pero no así en un diagrama de Euler, donde algunas zonas podrían no estar.
En el sentido de la lógica, uno puede usar la semántica de un modelo teórico para interpretar los diagramas de Euler dentro de un dominio de discurso. En el ejemplo de la figura, el diagrama de Euler representa que los conjuntos Animal y Mineral son disjuntos, porque las curvas correspondientes son disjuntas, y también que el conjunto Four Legs es un subconjunto del conjunto Animal. El diagrama de Venn que usa las mismas categorías Animal, Mineral y Four Legs no encapsula esta información. Tradicionalmente, este vacío de un conjunto en los diagramas de Venn es descrito por un sombreado o achurado de la región. Los diagramas de Euler, en cambio, representan vacío ya sea por el sombreado o por la omisión de una de las zonas.
A menudo se impone un conjunto de condiciones bien formadas, que corresponden a restricciones topológicas o geométricas impuestas a la estructura del diagrama. Por ejemplo, se puede forzar la conectitud de las zonas, o prohibir la concurrencia de curvas o puntos múltiples como forma de representar intersecciones tangenciales de curvas. En el diagrama de abajo, se observa la transformación secuencial de pequeños diagramas de Venn en diagramas de Euler; algunos de los diagramas intermedios tienen concurrencia de curvas. Sin embargo, esta secuencia de transformaciones desde un diagrama de Venn con sombreado hasta un diagrama de Euler sin sombreado, no es siempre posible. En efecto, existen ejemplos de diagramas de Euler con 9 conjuntos que no son diagramables usando curvas cerradas simples y sin la creación de zonas no deseadas, puesto que ellos tendrían que tener grafos duales no planares.